# جميلة الزهر
جميلة الزَّهر جنس يتكون من 24 نوعًا من أعشاب الجذمور الصغيرة من الجبال العالية في أوربة وآسِية الوسطى وشرق آسية. النباتات قصيرة ومن نباتات الزينة المعمرة وهي جميلة للحديقة الصخرية. الأوراق صغيرة وشعاعية. الزهور تشبه الأقحوان قطرها 1.5 بوصة ذات بتلات من 5-15 ورحيق أبيض أو وردي اللون في القاعدة. تزهر في الربيع.